# Mimoniades lomax
Mimoniades lomax är en fjärilsart som beskrevs av Evans 1951. Mimoniades lomax ingår i släktet Mimoniades och familjen tjockhuvuden. Inga underarter finns listade i Catalogue of Life.